# Риксдаг
Риксдаг (швед. riksdagen), односно шведски Риксдаг (швед. Sveriges riksdag) је законодавни орган и врховни орган одлучивања Краљевине Шведске. Од 1971. године Риксдаг је једнодомни парламент са 349 посланика (швед. riksdagsledamöter) који се бирају пропорционално. Мандат траје фиксно четири године.
Седиште Риксдага је у Дому парламента (швед. Riksdagshuset) на острву Хелгеандсхолмен у централном делу Стокхолма. Риксдаг вуче своје историјске корене од седнице феудалне сталежи 1435. године у граду Арбога у средишњем делу Шведске. Након реформи 1866. године, Риксдаг сталежи бива подељен у два дома, први (швед. Första Kammaren) и други дом (швед. Andra Kammaren). Свој садашњи, једнодомни облик Риксдаг добија 1970. године. 

## Историја
Риксдаг вуче историјске корене из седнице шведског племства 1435. године у граду Арбога у средишњем делу Шведске. Краљ Густав Васа 1527. године преуређује ову неформалну институцију и формира Риксдаг сталежи (швед. Ståndsriksdagen) који је укључивао све четири сталежи тадашње Шведске: племство, свештенство, буржоазију и слободне земљораднике. 
1865. године, Риксдаг сталежи бива укинут, а на његово место долази реструктуриран дводомни парламент - Риксдаг. Горњи дом, односно Прва комора бројила је 155 посланика, који су бирани индиректно од стране општинских и градских већа, док је доњи дом, односно Друга комора бројила 233 посланика који су бирани од стране становништва универзалним правом гласа. 
Амандманом на Инструмент Владе из 1809. године укинут је дводомни парламент и изборима 1971. године изабран је први једнодомни Риксдаг са 350 посланика, чији је број касније смањен на 349 како не би дошло до једнаког броја посланика владајућих партија и опозиције. 

## Функције и структура
Риксдаг обавља функције законодавства у Шведској. Доноси и предлаже законе, доноси амандмане на устав, поставља и контролише рад владе и заједно са владом доноси спољну политику Шведске. 
До 1974. године, именовање владе било је задужење шведског краља, али је амандманом и новим Инструментом Владе то задужење пребачено на председавајућег Риксдага.
Риксдаг тренутно има 15 парламентарних комитета са по 17 посланика од којих је по један из сваке парламентарне партије.

### Парламентарни комитети
- Цивилни послови
- Уставни комитет
- Културни послови
- Комитет за одбрану
- Комитет за образовање
- Животно окружење и пољопривреда
- Комитет за финансије
- Комитет за иностране послове
- Здравство и социјална заштита
- Комитет за судство
- Комитет за тржиште рада
- Социјално осигурање
- Комитет за опорезивање
- Транспорт и комуникације

### Посланици
Риксдаг укупно има 349 посланика од којих 161 посланик (46,1%) су жене, што ставља Риксдаг на седмо место у свету по заступљености жена у националном парламенту, иза Намибије, Гренаде, Мексика Боливије, Кубе и Руанде.
Посланици Риксдага нису запослени у Риксдагу, већ имају задатак да представљају своје гласаче у Риксдагу одређени временски период, стога, посланици не добијају плату, већ уплате за свој рад. Месечна зарада посланика у Риксдагу је 66.900 шведских круна, док Председавајући зарађује 168.000 шведских круна, исто колико и премијер. Заменици председавајућег добијају 30% више од посланика, док председници парламентарних комитета и њихови заменици 20% односно 15% од зараде посланика. 

## Влада
Након што одржи разговоре са представницима странака у Риксдагу, Председавајући Риксдага предлаже премијера (швед. Statsminister, дословно државни министар) Риксдагу, који потом гласа на предлог. Да би предлог био одбијен (У том случају Председавајући мора да предложи другог кандидата) потребно је да апсолутна већина посланика гласа против (175 гласова), у сваком другом случају, предлог се усваја, чак иако нема гласова за. 
Након што је премијер изгласан, он лично бира и поставља министре и представља их Риксдагу. Нова влада званично преузима власт на церемонији у Краљевској палати, где Председавајући Риксдага званично проглашава Краљу да је Риксдаг изабрао новог премијера, као и да је он изабрао своје министре.
Риксдаг може да против било ког министра владе покрене гласање о неповерењу након чега је министар приморан да да оставку. Како би гласање о неповерењу прошло, потребно је да апсолутна већина посланика (175 гласова) гласа за.
Уколико се покрене гласање о неповерењу против премијера, цела влада добија оставку. Влада која је изгубила поверење Риксдага је дужна да у року од недељу дана распише парламентарне изборе, у супротном процедура за избор премијера се понавља.

## Странке
Политичке партије су јаке у Шведској, где посланици Риксдага обично подржавају своје странке у гласањима. У већини случајева Влада може да управља подршком већине у Риксдагу, чиме контролише агенду у парламенту.
Од 1968. године, ни једна странка у Шведској није самостално освојила већину у Риксдагу. Политичке партије са сличним политичким агендама се обично образују у коалиције или алијансе. Постоје два главна страначка блока у Риксдагу: Социјалисти/Зелени и конзервативно-либерална алијанса за Шведску која се састоји од Умерених, Либерала, Партије центра и Хришћанских демократа. Конзервативно-либерална алијанса за Шведску владала је Шведском од 2006. до 2014. године, када су Социјалисти/Зелени преузели власт на челу са новоизабраним премијером Стефаном Левеном.

## Избори
Свих 349 посланика Риксдага се бира на општим изборима који се одржавају сваке четири године. Сви пунолетни држављани Шведске имају право да бирају и да буду бирани на изборима. Да би странка ушла у Риксдаг, потребно је да пређе цензус од 4% укупних гласова или 12% унутар једне изборне јединице. Замене за сваког посланика се бирају у исто време. У случају ванредних избора, новоизабрани сазив Риксдага служи до краја четворогодишњег мандата прошлог сазива.
Шведска поседује пропорционални изборни систем. Од 349 места у Риксдагу, 310 места је фиксирано на 29 изборних јединица са више представника у односу на број популације у свакој изборној јединици. Преосталих 39 места користи се за преправку девијација које могу настати због пропорционалне прерасподеле. Постоји ограничење система у смислу да само странке које су добиле барем 4 процената гласова у целој земљи учестуву у прерасподели места, док странка која је освојила барем 12 процената гласова у једној изборној јединици учествује у прерасподели фиксираних места те изборне јединице.